# Női 4 × 7,5 km-es biatlonváltó a 2002. évi téli olimpiai játékokon
A 2002. évi téli olimpiai játékokon a biatlon női 4 × 7,5 km-es váltó versenyszámát február 18-án rendezték a Soldier Hollow síközpontban. Az aranyérmet a német váltó nyerte. Magyar csapat nem vett részt a versenyen.

## Végeredmény
A csapatok tagjainak mindkét sorozatban 8 lövési kísérlete volt az 5 célpontra. Minden hibás találat után 150 méter büntetőkört kellett megtennie a hibázó versenyzőnek. Az időeredmények másodpercben értendők. A lövőhibáknál sorozatonként az első szám a hibás találatot, a második szám az 5 darab kísérleten felüli plusz kísérletek számát mutatják.
| Helyezés | Csapat | Idő                                       | Lövőhiba (F+Á)                       |
| -------- | --- | ----------------------------------------- | ------------------------------------ |
| Arany    | Németország (GER) · Katrin Apel · Uschi Disl · Andrea Henkel · Kati Wilhelm                                           | 1:27:55,0 22:15,6 21:19,2 22:13,8 22:06,4 | 1+7 0+0 1+3 0+0 0+2 0+0 0+0 0+0 0+2  |
| Ezüst    | Norvégia (NOR) · Ann Elen Skjelbreid · Linda Tjørhom · Gunn Margit Andreassen · Liv Grete Skjelbreid Poirée           | 1:28:25,6 22:01,0 22:07,7 22:18,5 21:58,4 | 0+9 0+0 0+3 0+1 0+0 0+1 0+1 0+1 0+2  |
| Bronz    | Oroszország (RUS) · Olga Piljova · Galina Kukleva · Szvetlana Ismuratova · Albina Ahatova                             | 1:29:19,7 21:32,4 23:05,8 22:00,1 22:41,4 | 2+13 0+1 0+1 0+3 2+3 0+1 0+1 0+1 0+2 |
| 4.       | Bulgária (BUL) · Pavlina Filipova · Irina Nikulcsina · Iva Karagjozova-Skodreva · Ekaterina Dafovszka                 | 1:29:25,8 22:11,9 21:44,1 23:29,2 22:00,6 | 0+13 0+1 0+3 0+0 0+3 0+1 0+2         |
| 5.       | Szlovákia (SVK) · Martina Jašicová-Schwarzbacherová-Halinárová · Anna Murínová · Marcela Pavkovčeková · Soňa Mihoková | 1:30:11,5 22:24,9 21:57,7 23:39,2 22:09,7 | 1+8 0+0 0+0 0+1 0+0 0+2 1+3 0+1 0+1  |
| 6.       | Szlovénia (SLO) · Lucija Larisi · Andreja Grašič · Dijana Grudiček-Ravnikar · Tadeja Brankovič                        | 1:30:18,0 22:22,4 21:38,6 22:40,8 23:36,2 | 0+13 0+1 0+2 0+0 0+3 0+2 0+0 0+3 0+2 |
| 7.       | Fehéroroszország (BLR) · Volha Nazarava · Ljudmila Liszenka · Javhenyija Kucepalova · Alena Hrusztaljova              | 1:31:01,6 21:44,5 22:23,7 23:11,6 23:41,8 | 0+7 0+0 0+0 0+0 0+1 0+1 0+3 0+0 0+2  |
| 8.       | Csehország (CZE) · Kateřina Losmanová-Holubcová · Magda Rezlerová · Irena Novotná-Česneková · Eva Háková              | 1:31:07,6 22:28,9 22:14,3 22:39,1 23:45,3 | 0+8 0+0 0+1 0+1 0+0 0+2 0+0 0+1 0+3  |
| 9.       | Franciaország (FRA) · Delphine Heymann-Burlet · Florence Baverel-Robert · Sandrine Bailly · Corinne Niogret           | 1:31:09,3 22:45,4 22:46,1 22:35,6 23:02,2 | 0+11 0+1 0+1 0+0 0+3 0+3 0+1 0+0 0+2 |
| 10.      | Ukrajna (UKR) · Olena Zubrilova · Olena Petrova · Nyina Lemes · Tetyana Vodopjanova                                   | 1:32:00,6 22:04,0 24:04,9 23:19,2 22:32,5 | 1+5 0+0 0+0 1+3 0+0 0+0 0+1 0+1 0+0  |
| 11.      | Olaszország (ITA) · Michela Ponza · Nathalie Santer · Katja Haller · Saskia Santer                                    | 1:34:03,7 22:49,3 24:18,8 23:19,8 23:35,8 | 2+9 0+0 0+0 0+2 2+3 0+0 0+0 0+2 0+2  |
| 12.      | Finnország (FIN) · Katja Holanti · Sanna-Leena Perunka · Anita Nyman · Outi Kettunen                                  | 1:34:18,7 23:21,5 23:03,6 23:31,3 24:22,3 | 0+10 0+1 0+1 0+0 0+2 0+1 0+3 0+2 0+0 |
| 13.      | Kína (CHN) · Yu Shumei · Sun Ribo · Liu Xianying · Kong Yingchao                                                      | 1:34:45,6 22:31,9 24:02,4 23:57,3 24:14,0 | 0+9 0+3 0+0 0+1 0+2 0+2 0+0 0+0 0+1  |
| 14.      | Japán (JPN) · Sindó-Honma Mami · Tanaka Tamami · Szeino-Szuga Hiromi · Takahasi Rjóko                                 | 1:35:09,8 23:25,1 23:14,9 24:35,2 23:54,6 | 1+15 0+0 0+3 0+3 0+0 0+2 1+3 0+3 0+1 |
| 15.      | Egyesült Államok (USA) · Andrea Nahrgang · Kara Salmela · Rachel Steer · Kristina Sabasteanski                        | 1:41:16,0 25:23,7 25:45,6 24:21,1 25:45,6 | 3+16 0+0 1+3 1+3 0+3 0+2 0+0 0+2 1+3 |